# Gary R. Renard
Gary R. Renard (* 6. März 1951 in Salem, Massachusetts) ist ein US-amerikanischer Autor, der zunächst als Gitarrenspieler tätig war.
In den 1990er Jahren zog er nach Poland Spring in Maine um, wo er angab, "spirituell erwacht" zu sein. Seither ist er als Autor und Vortragsreisender tätig. Er bezeichnet sich selbst als "spirituellen Lehrer". Am 21. Dezember 1992 erschienen ihm angeblich zwei Wesen, die ihm innerhalb von neun Jahren "Die Illusion des Universums" und später das Buch "Unsterblich" diktiert haben sollen.

## Erfolge
Das Buch Die Illusion des Universums stellt eine Einführung und Interpretation von Ein Kurs in Wundern (EKiW) dar. Ein Jahr nach der Erstveröffentlichung 2003 bei dem kleinen Verlag Fearless Books wurde der Titel im Oktober 2004 bei einem international tätigen Fachverlag für spirituelle Literatur herausgegeben. Das Buch erschien gleichzeitig in Kanada, England, Südafrika und Australien. Ein Jahr später erfolgte bereits die 7. Auflage, die deutsche Übersetzung erschien im März 2006.

## Kritik
Seit Sommer 2006 sind in der EKiW-Gemeinde in den USA erhebliche Zweifel an Renards Behauptungen aufgekommen. Insbesondere seine Darstellung, dass die Treffen mit "aufgestiegenen Meistern" aus der Zukunft tatsächlich, physikalisch und wiederholt stattgefunden hätten, wird angezweifelt. Renard konnte diese Zweifel nicht ausräumen, obwohl er in Die Illusion des Universums angibt, diese Stelldicheins akustisch aufgezeichnet zu haben. Weiterhin wird ihm von Robert Perry, ebenfalls Buchautor und EKiW-Lehrer, vorgeworfen, Plagiat begangen zu haben, da Renard auf die Lehrversion von Kenneth Wapnick zurückgreife, ohne sich dazu zu bekennen.

## Veröffentlichungen
- Die Illusion des Universums – Gespräche mit Meistern über Religion, Reinkarnation und das Wunder der Vergebung, übersetzt von Mirella Seibel, Goldmann Arkana März 2006
  - Originalausgabe: The Disappearance of the Universe – Straight Talk About Illusions, Past Lives,  Religion, Sex, Politics, and the Miracles of Forgiveness; Hay House, USA Oktober 2004
- Unsterblich - Wie wir den Kreislauf von Geburt und Tod durchbrechen Deutsche Erstausgabe 2007, Goldmann Arkana, ISBN 9783442337866
  - Originalausgabe: Your Immortal Reality – How to Break the Cycle of Birth and Death, Hay House, Carlsbad, Kalifornien/USA 2006, ISBN 9781401906979 (Hardcover), ISBN 9781401906986 (Taschenbuch)
- Die Liebe vergisst niemanden, AMRA Verlag, Deutsche Erstausgabe April 2014, ISBN 9783954470365